# Ève Lavallière
Ève Lavallière, nata Eugénie Marie Pascaline Fenoglio oppure Eugenia Fenoglio (Tolone, 1º aprile 1866 – Thuillières, 10 luglio 1929), è stata un'attrice e religiosa francese, di origine italiana, appartenente all'Ordine francescano secolare.

## Biografia

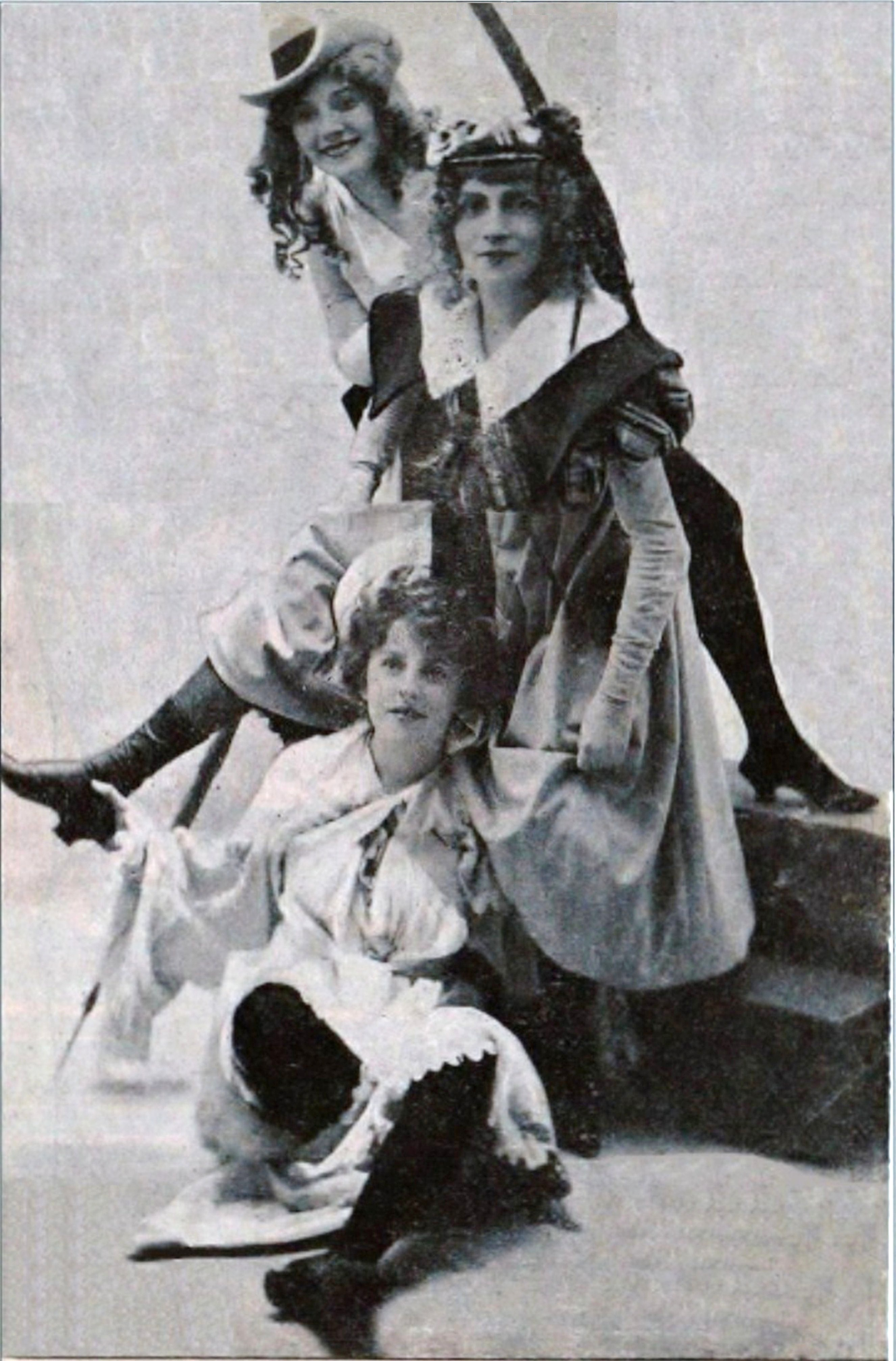
Le attrici Amélie Diéterle, Ève Lavallière ed Émilienne d'Alençon, nel 1898

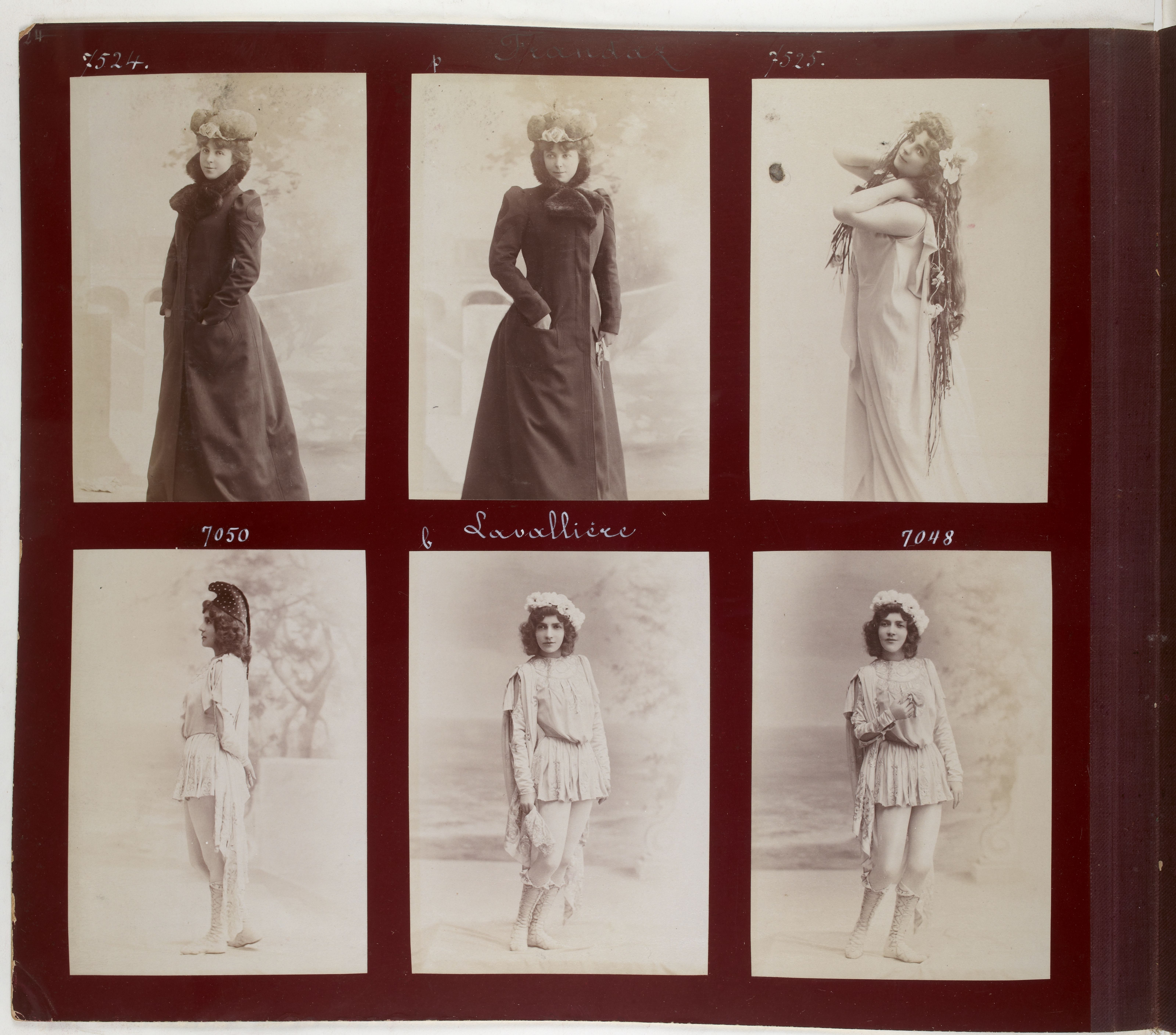
Dall'album del fotografo Reutlinger su Ève Lavallière, dal 1885 al 1914

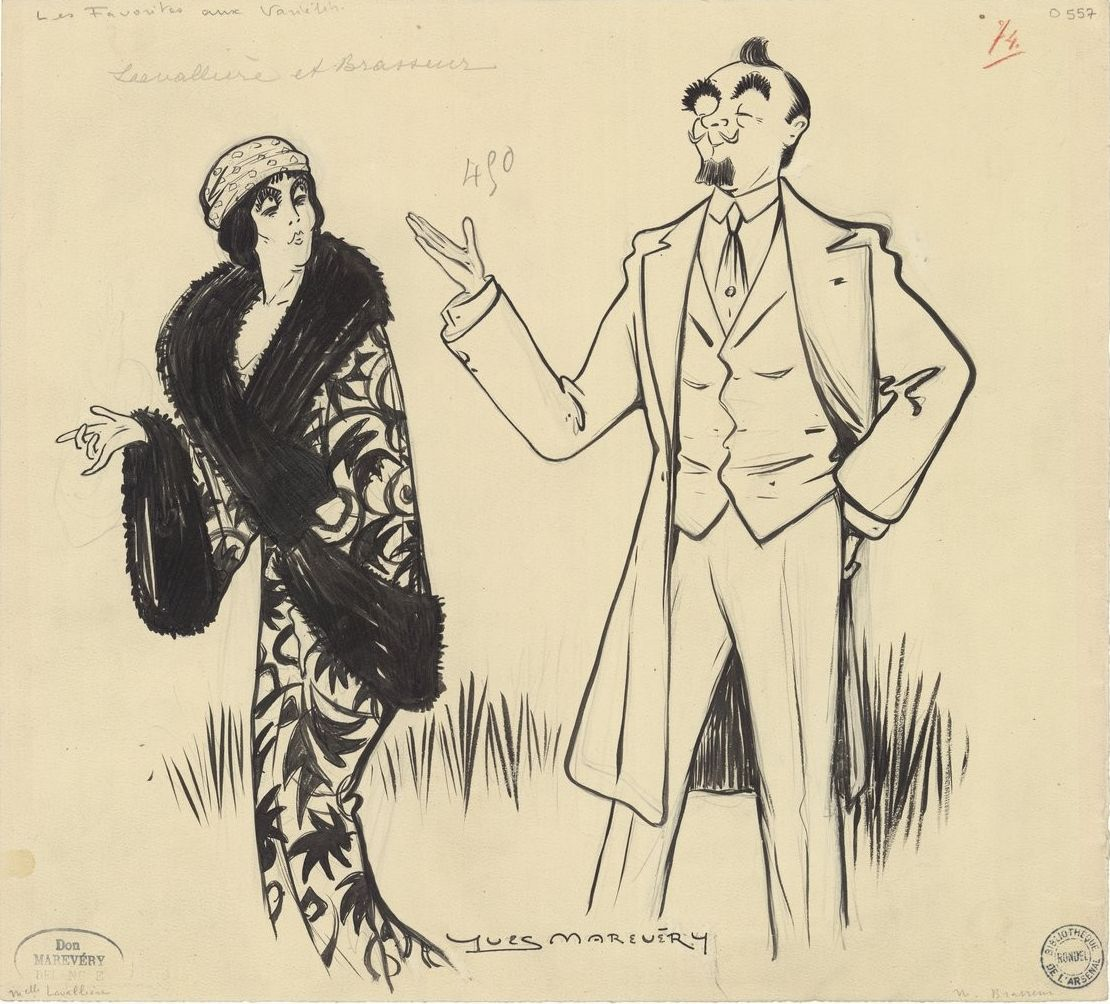
Eve Lavallière e Albert Brasseur in Les favorites d'Alfred Capus, disegno di Yves Marevéry

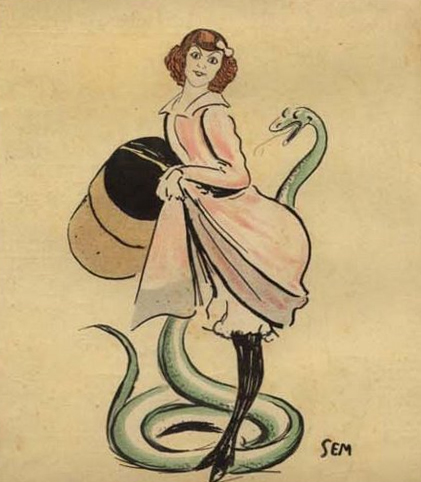
Caricatura di Ève Lavallière, copertina di Le cri de Paris, 1902

### L'infanzia e gli inizi
La vita di Ève Lavalliere è divisa in tre parti: la sua gioventù difficile, la sua vita da attrice di successo e la sua vita religiosa.
Ève Lavallière nacque a Tolone, figlia Louis-Emile Fénoglio, sarto di origine napoletana, e di Albania-Marie Audenet, nata a Perpignano.
Studiò in una scuola privata, ma il 16 marzo 1884, Ève assistette a una litigata dei suoi genitori, conclusasi tragicamente con l'uccisione della madre ed il suicidio del padre.
Dopo questo tragico evento, venne accolta dapprima da una zia, poi in un collegio e successivamente frequentò a Parigi una scuola di danza, canto e recitazione.

### Attrice di successo
Nel 1891 venne presentata a Eugène Bertrand, il direttore del Théâtre des Variétés, che la ingaggiò per i primi spettacoli.
Esordì ne La Belle Hélène di Jacques Offenbach, e all'età di venticinque anni diventò Ève Lavallière, dotata di una bella voce, di una bella presenza, che la renderanno una famosa attrice teatrale nella Belle Époque, dai café-chantant a Montparnasse ai migliori teatri parigini, tra il 1891 e il 1917.
Tra le più acclamate interpreti di operette e di commedie leggere, idolo di tutte le classi sociali, principi e re inclusi, ricevette complimenti ed elogi da molti suoi contemporanei, tra i quali, Sarah Bernhardt, che dichiarò: 
(Sarah Bernhardt, 1908)
Negli stessi anni ebbe una relazione con il direttore del Théâtre des Variétés, Fernand Samuel, ma nonostante la fama, il denaro e il successo popolare, soffrì di conflitti interiori, che in un primo tempo cercò di mitigare tramite la magia e lo spiritismo.

### La vita religiosa
Nel 1917, durante la prima guerra mondiale, dopo l'ultima esibizione al Théâtre Michel di Parigi, Ève Lavallière si ammalò e subito dopo cercò di riposarsi a Tours, di abbracciare la fede, e grazie all'incontro con l'abate Chasteignier di Chanceaux, che le diede un libro su Maria Maddalena, si convertì al cattolicesimo il 19 giugno 1917, andò frequentemente in pellegrinaggio a Lourdes, dove soggiornò al Convento delle Suore dell'Immacolata Concezione, e non si esibì più sul palcoscenico.
Alle persone che cercavano di ricondurla alla vita teatrale, lei rispondeva:
(Ève Lavallière, 1918)
(Ève Lavallière, 1922)
Il 19 settembre 1920 entrò nell'Ordine francescano secolare diventando suor Marie-Eve del Sacro Cuore di Gesù, in un convento parigino, dove si occupò della portineria e della cucina, oltre che di penitenza, di preghiera, di servizio e di carità.
Dal 1921 al 1923 soggiornò frequentemente in Tunisia, per poter assistere in un lebbrosario i più inermi, deboli e rifiutati.
Negli ultimi anni Ève Lavallière si ammalò e morì a Thuillières il 10 luglio 1929 e tra le sue ultime parole, disse: 
(Ève Lavallière, 1929)
Sulla sua lapide al cimitero di Thuillieres si leggono le parole di Ève Lavallière, che descrivono esaurientemente la sua conversione:
(Ève Lavallière, lapide)
L'attrice convertita fu proclamata Serva di Dio da Giovanni Paolo II nel 1996.

## Teatro

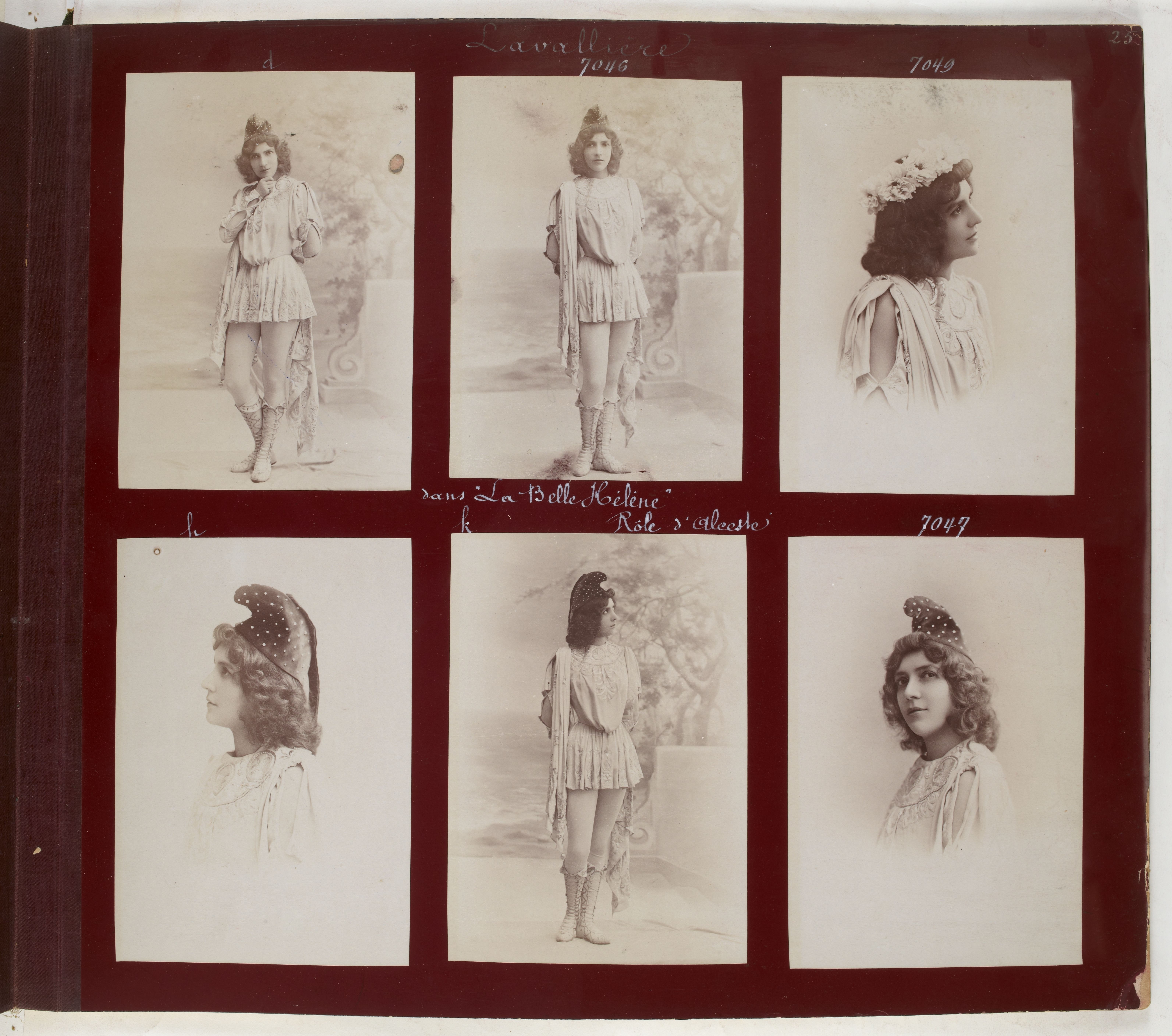
Dall'album del fotografo Reutlinger su Ève Lavallière, La Belle Hélène, 1899

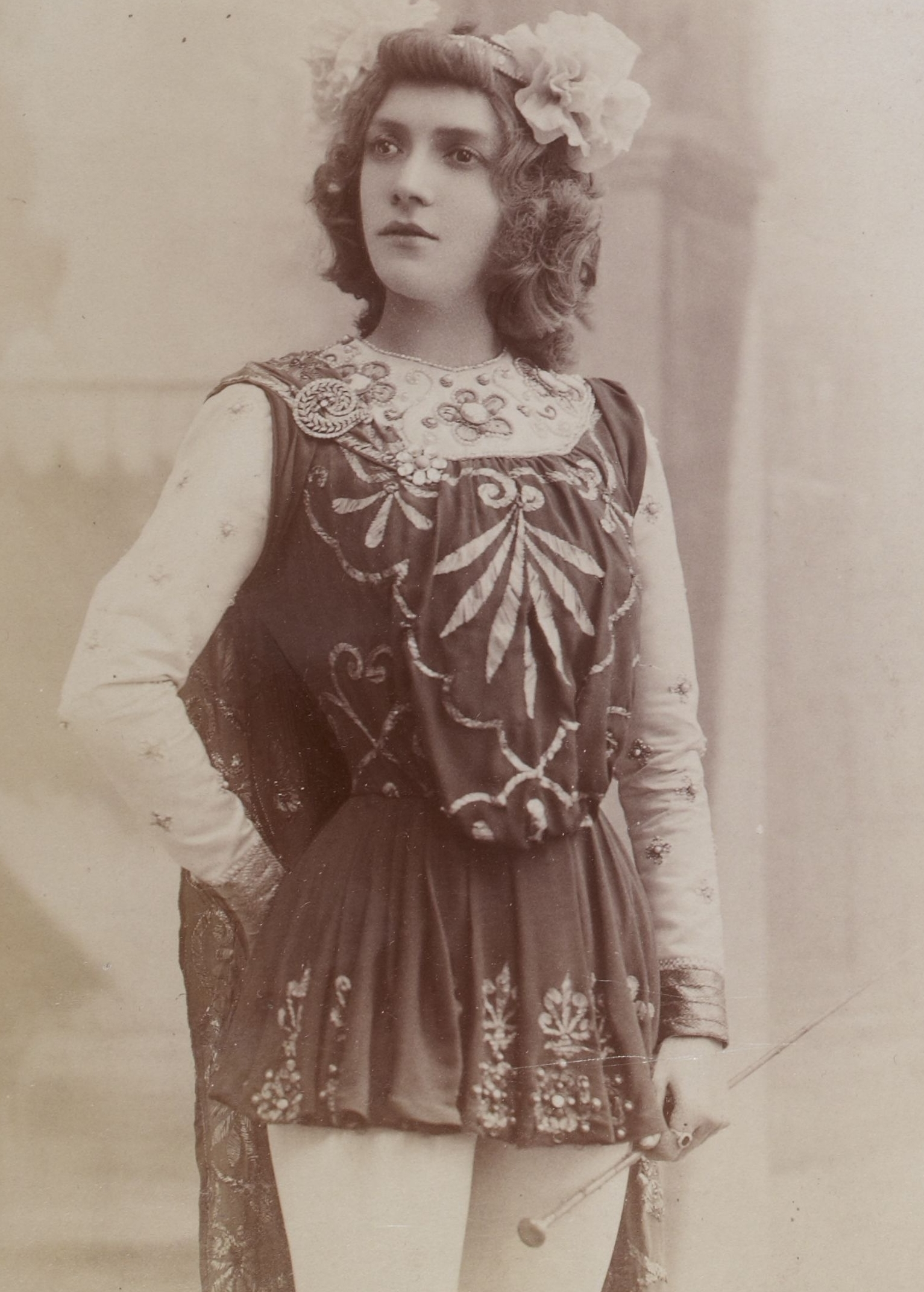
Dall'album del fotografo Reutlinger su Ève Lavallière, La Belle Hélène, 1899

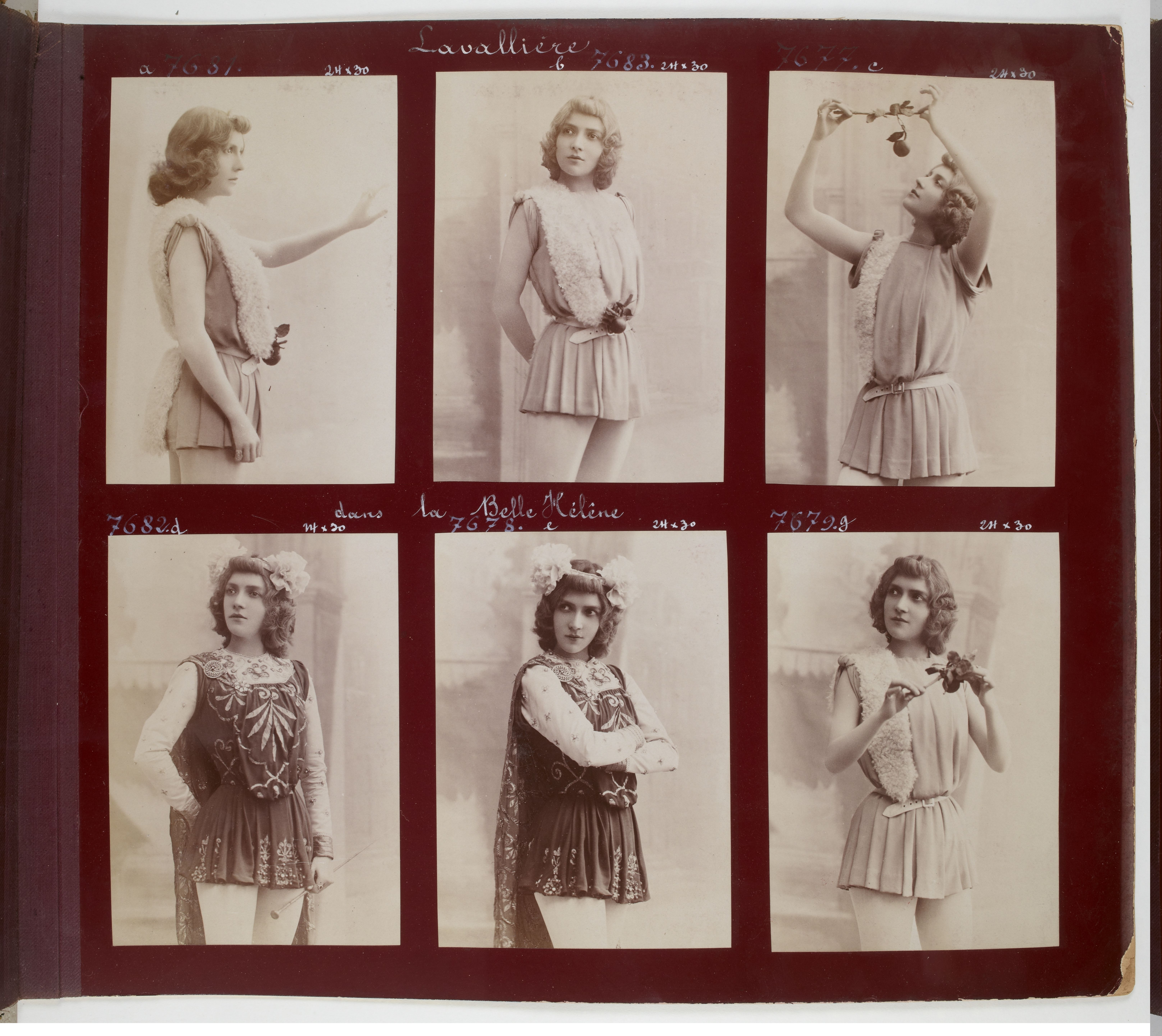
Dall'album del fotografo Reutlinger su Ève Lavallière, La Belle Hélène, 1899

- 1892 : La vie parisienne, di Jacques Offenbach, Henri Meilhac, Ludovic Halévy, Théâtre des Variétés;
- 1896 : Le Carillon, d'Ernest Blum e Paul Ferrier, Théâtre des Variétés;
- 1897 : Paris qui Marche, d'Hector Monréal e Henri Blondeau, Théâtre des Variétés;
- 1898 : Les Petites Barnett, di Paul Gavault e Louis Varney, Théâtre des Variétés;
- 1899 : La Belle Hélène, di Jacques Offenbach, libretto Henri Meilhac e Ludovic Halévy, Théâtre des Variétés;
- 1900 : Mademoiselle George, di Victor de Cottens e Pierre Veber, musica di Louis Vernet, Théâtre des Variétés;
- 1901 : La Veine, d'Alfred Capus, Théâtre des Variétés;
- 1902 : Les Deux Écoles, d'Alfred Capus, Théâtre des Variétés;
- 1902 : Orphée aux Enfers, opera buffa in due atti d’Hector Crémieux e Ludovic Halévy, musica di Jacques Offenbach, Théâtre des Variétés;
- 1903 : Le Sire de Vergy, di Gaston de Caillavet, Théâtre des Variétés;
- 1903 : Paris aux Variétés, di Paul Gavault, Théâtre des Variétés;
- 1903 : Le Beau Jeune Homme, commedia in cinque atti d'Alfred Capus, Théâtre des Variétés;
- 1904 : La Boule, di Henri Meilhac e Ludovic Halévy, Théâtre des Variétés;
- 1904 : Monsieur de la Palisse, di Robert de Flers e Gaston de Caillavet, musica di Claude Antoine Terrasse, Théâtre des Variétés
- 1904 : Barbe Bleue, di Jacques Offenbach, libretto di Henri Meilhac e Ludovic Halévy, Théâtre des Variétés;
- 1905 : L'Âge d'Or, di Georges Feydeau e Maurice Desvallières, Théâtre des Variétés;
- 1905 : Miss Helyett, operetta in tre atti, libretto di Maxime Boucheron, musica d'Edmond Audran, Théâtre des Variétés;
- 1905 : La Petite Bohême, operetta in tre atti, libretto di Paul Ferrier su Henri Murger, musica d'Henri Hirschmann, Théâtre des Variétés;
- 1906 : Miquette et sa mère, di Robert de Flers e Gaston de Caillavet, Théâtre des Variétés;
- 1907 : Le Faux-pas, d'André Picard, Théâtre des Variétés;
- 1908 : Le Roi, di Robert de Flers, Gaston de Caillavet, Emmanuel Arène, Théâtre des Variétés;
- 1908 : L'Oiseau blessé, d'Alfred Capus, Théâtre de la Renaissance;
- 1909 : Un ange, d'Alfred Capus, Théâtre des Variétés;
- 1910 : Le Bois sacré, di Robert de Flers e Gaston Arman de Caillavet, Théâtre des Variétés;
- 1911 : Les Favorites, d'Alfred Capus, Théâtre des Variétés;
- 1912 : Les Petits, di Lucien Népoty, Théâtre Antoine;
- 1912 : L'Habit vert, di Robert de Flers e Gaston Arman de Caillavet, Théâtre des Variétés;
- 1913 : La Dame de chez Maxim, di Georges Feydeau, Théâtre des Variétés;
- 1913 : Le Tango, commedia di Jean Richepin, Théâtre de l'Athénée;
- 1914 : Ma tante d'Honfleur, di Paul Gavault, Théâtre des Variétés.

## Opere pubblicate
- La Conversion d'Eve Lavallière [Lettres inédites à des amies], S.I., 1930;
- Ecrits spirituels d'Eve Lavallière, précédés de sa biographie par Omer Englebert, Editions franciscaines, 1939;
- Ma Conversion, Gallimard, 1931.